# 天和站
天和站（日语：／ Tenwa eki */?）是位於兵庫縣赤穗市鷆和字苗座，西日本旅客鐵道（JR西日本）赤穗線的車站。
此站的地名是由真木村和鳥撫村合併而成，由「真」和「鳥」兩文字合為一體，名為鷆和村。此站不使用「鷆和」站，這是由於「鷆」比較少有和困難識辨，因此車站名為天和站。而當地地名多以使用「天和」。但是，在站前的路口名稱為「鷆和站前」。

## 歷史
- 1963年（昭和38年）5月1日 - 赤穗線播州赤穗站至備前福河站之間開設此站[1]。
- 1987年（昭和62年）4月1日 - 伴隨國鐵分割民營化，車站由西日本旅客鐵道（JR西日本）營運。
- 2018年（平成30年）9月15日 - 引入可支援ICOCA的IC卡專用閘機。此站可以使用ICOCA[2]。

## 車站構造
車站是一座地面車站，設有1面1線的單式月台，岡山方向與播州赤穗方向的列車使用同一月台，岡山方向的列車會開啟右邊車門。
此站是由相生站管理的無人車站。車站沒有車站大樓。
車站內沒有自動售票機。此站出發的定期列車由岡山分社管理，但是車站設備則由近畿統括本部管理。
在車站東邊設有連接三菱電機赤穗工場的專用線，以及西濱站（貨運車站）。

## 使用狀況
以下為近年1日平均乘車人次列表：
| 乘車人次變化 | 乘車人次變化    |
| 年度         | 1日平均乘車人次 |
| ------------ | --------------- |
| 2000         | 212             |
| 2001         | 202             |
| 2002         | 176             |
| 2003         | 162             |
| 2004         | 164             |
| 2005         | 159             |
| 2006         | 171             |
| 2007         | 173             |
| 2008         | 173             |
| 2009         | 193             |
| 2010         | 203             |
| 2011         | 212             |
| 2012         | 215             |
| 2013         | 218             |
| 2014         | 226             |
| 2015         | 227             |
| 2016         | 217             |
| 2017年       | 200             |
| 2018年       | 243             |

## 車站周邊

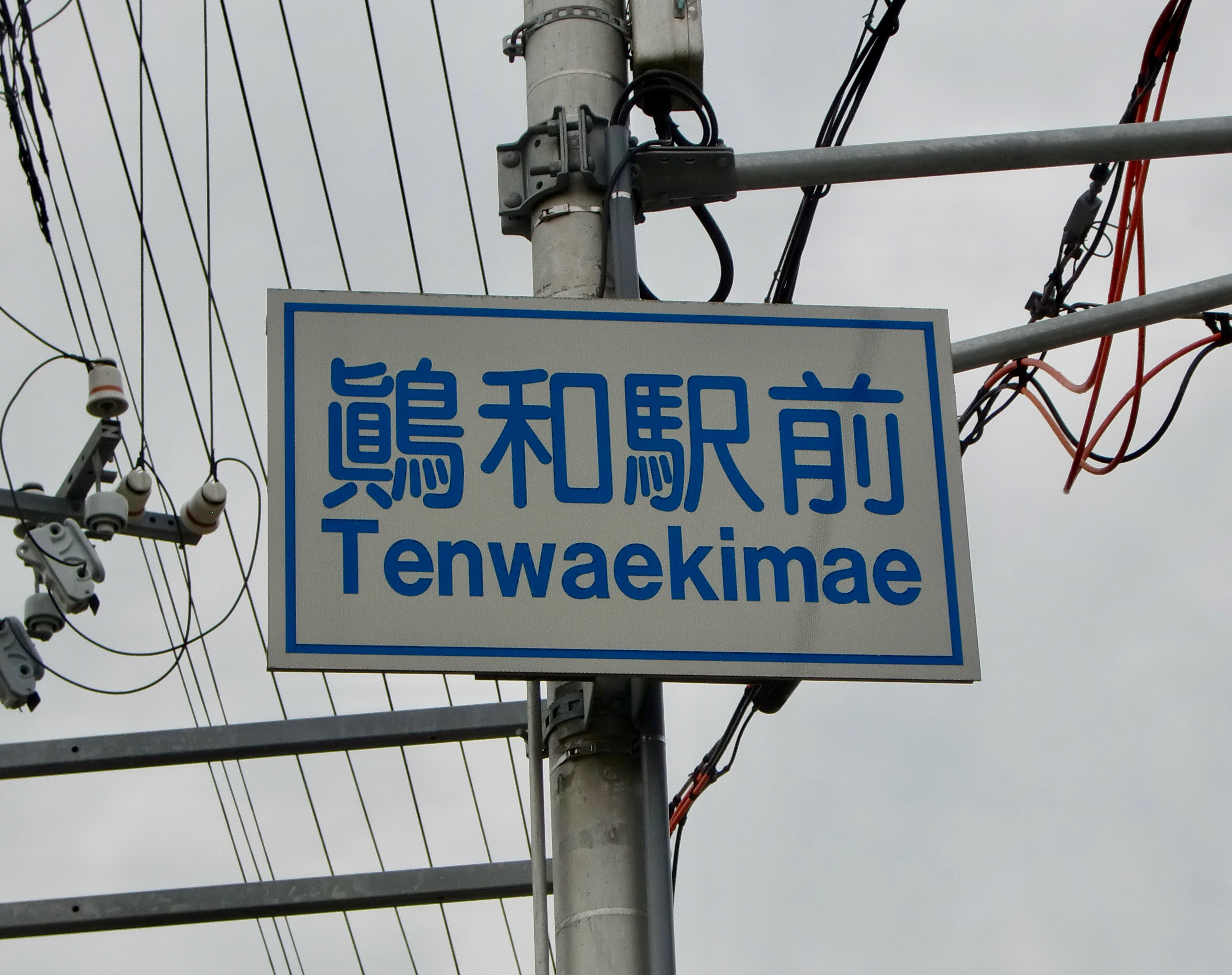
站前交通燈，名為「鷆和」

在南邊設有三菱電機工廠。在北邊設有山邊和住宅區。站前沒有商店。
- 三菱電機赤穗工廠
- 黑崎播磨（日语：黒崎播磨）赤穗工廠
- 國道250號
- West神姬（日语：ウエスト神姫）天和巴士站
- 赤穗市立赤穗西小學（日语：赤穂市立赤穂西小学校）
- 赤穂鷆和簡易郵局

## 相鄰車站
西日本旅客鐵道
 赤穗線
播州赤穗－（貨）西濱－天和－備前福河

## 注腳
1. 1 2 3 4 5 6 7 8 9 10 11 12 13 14  . 神戶新聞綜合出版中心. 2011-12-15: 197. ISBN 9784343006028.
2. ↑  .   [2020-04-21]. （原始内容存档于2018-05-30）.
3. ↑  .   [2020-04-21]. （原始内容存档于2016-08-16）.
4. ↑   (PDF). JR出門網.   [2016-04-21]. （原始内容存档 (PDF)于2015-03-18）.PDF

## 外部連結
- 天和｜車站資訊：JR出門網 - 西日本旅客鐵道